# تركمانباشي

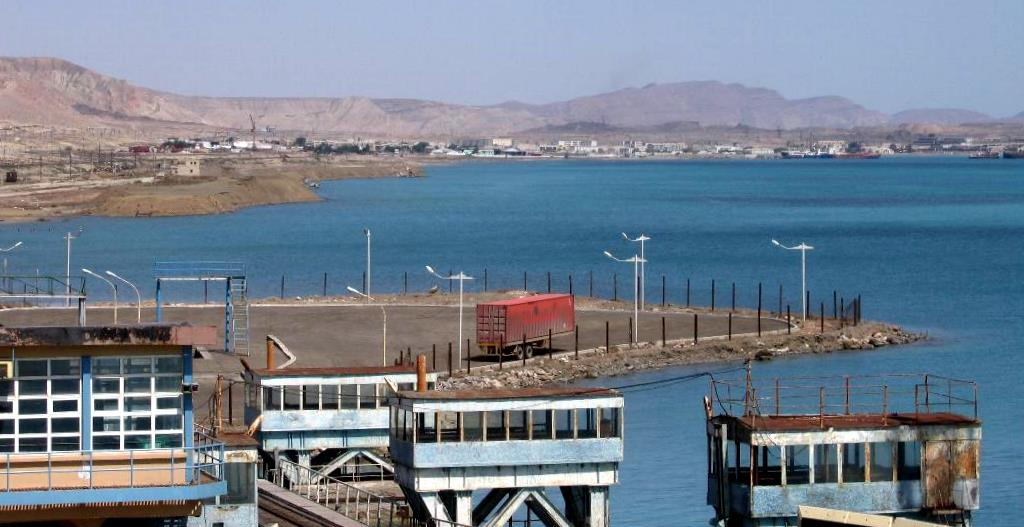
ميناء تركمانباشي على ساحل بحر قزوين

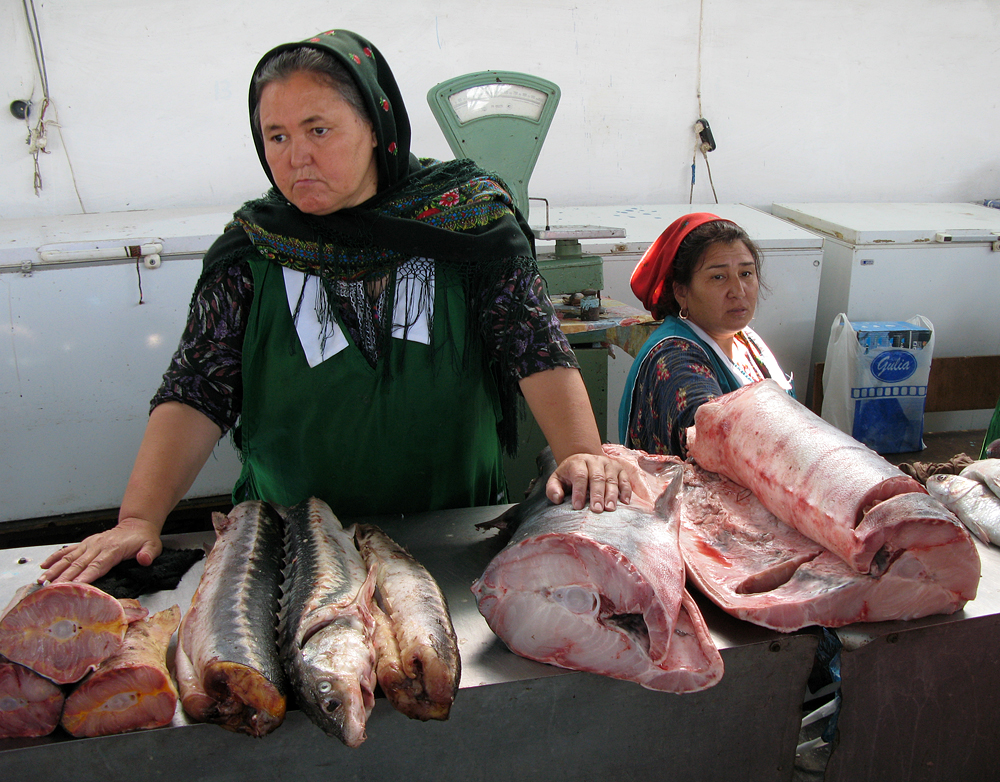
بيع سمك الكافيار في سوق تركمانباشي

هي مدينة تقع في جمهورية ترکمنستان ، كانت تسمى كراسنوفودسك في عهد الاتحاد السوفييتي (وتعني الكلمة (الماء الأحمر)، وهي ترجمة روسية للإسم (قزل سو) والذي يعني الماء الأحمر باللغة التركمانستانية) ، تقع المدينة على الساحل الشرقي لبحر قزوين وتتبع ولاية بلقان في جمهورية ترکمنستان.
بلغ عدد سكان المدينة عام 2004 م حوالي 86800 نسمة معظمهم من الروس و الأتراك الأذريين.
تعتبر ترکمانباشی ميناء جمهورية ترکمنستان الوحيد على بحر قزوين ويربطها خط نقل بحري دائم بمدينة باكو عاصمة جمهورية أذربيجان والواقعة على الساحل الغربي لبحر قزوين .
تضم تركمانباشي أكبر مصفاة نفط في ترکمنستان وتعد ولاية بلقان التي تقع فيها تركمانباشي أكبر و أغنى محافظات
جمهورية ترکمنستان لأنها تضم حقول الغاز التركمانية.